# Jack Norworth
John Godfrey Knauff (5. ledna 1879 Filadelfie, Pensylvánie – 1. září 1959 Laguna Beach, Kalifornie), profesně známý jako Jack Norworth, byl americký písničkář, zpěvák a umělec vaudeville.

## Život
Jack Norworth je autorem řady hitů Tin Pan Alley. V roce 1908 napsal text k písni „Take Me Out to the Ball Game“, která byla jeho nejdéle úspěšným hitem. Přitom zápas major league baseball viděl poprvé až v roce 1940. Píseň se umístila na 8. místě v seznamu „Skladby století“, který sestavily National Endowment for the Arts a Recording Industry Association of America.
Jeho skladba „Shine On, Harvest Moon“ byla ve své době větším hitem. O jeho podílu na jejím vzniku se vedou spory. Broadwayský historik John Kenrick připisuje zásluhy Edwardu Maddenovi a Gusu Edwardsovi, zatímco rodina skladatele písní pro Follies Davea Stampera tvrdí, že píseň napsal, když pracoval jako pianista pro Noru Bayesovou, oficiálně připisovanou spoluautorku. Další možným skladatelem hudby by mohl být George Gershwin, který byl také klavíristou tohoto vaudevillového souboru. Albert Koch z Wisconsinu, také vynikající skladatel, tvrdí, že píseň napsal sám a prodal ji přímo za 50 dolarů, čímž na píseň ztrácí autorská práva.
Mezi další populární písně připisované Norworthovi patří „Back to My Old Home Town“, „Come Along, My Mandy“, „Dear Dolly“, „Good Evening, Caroline“, „Holding Hands“, „Honey Boy“, „I'm Glad I'm a Boy/I'm Glad I'm a Girl“, „I'm Glad I'm Married“, „Kitty“, „Meet Me in Apple Blossom Time“, „Over on the Jersey Side“ „Since My Mother Was a Girl“, „Sing an Irish Song“ a „Smarty“. „Turn Off Your Light, Mr. Moon Man“ je pokračováním skladby „Shine on, Harvest Moon“.
Narodil se jako John Godfrey Knauff ve Filadelfii v Pensylvánii do rodiny Theodora Christiana Knauffa a Louise H. (Pearson) Knauffové, ale když vstoupil do showbyznysu, změnil si své jméno na Jacka Norwortha. Jeho otec byl stavitel varhan a také ředitel kůru v kostele sv. Marka Episcopala ve Filadelfii. Divadlo nebylo v té době uznávanou kariérou, zejména když člověk pocházel z věřící rodiny. Po několika letech strávených na moři přistál ve 20 letech v New Yorku, aby se vydal na dráhu showbyznysu. V roce 1908 se oženil s Norou Bayesovou, s níž vystupoval ve vaudeville. Pár se rozvedl v roce 1913. Po účinkování v Ziegfeldově show Follies v roce 1909 se Norworth objevil v řadě divadelních představení na Broadwayi a bylo jej možné slyšet v raném rádiu, jako například jeho hostování v Acousticon Hour v březnu 1928.
Před manželstvím s Bayesovou byl ženatý s herečkou Louise Dresser. Objevoval se v raných zvukových filmech se svou třetí manželkou Dorothy Adelphi. Jeho poslední filmovou rolí byl lékař ve filmu The Southerner (1945) pod vedením Jeana Renoira. V roce 1944 jej ztvárnil Dennis Morgan v hudebním filmu Shine On, Harvest Moon (ve kterém Ann Sheridan hrála Bayesovu jako lásku Norworthova života) a Ron Husmann v Ziegfeldově životopisném filmu Ziegfeld: The Man & His Women z roku 1978. Je členem Songwriters Hall of Fame.
Zemřel na infarkt myokardu v Laguna Beach v Kalifornii a je pohřben v Melrose Abbey Memorial Park v Anaheimu, na dohled od stadionu klubu Los Angeles Angels přes dálnici I-5. Dne 11. července 2010 byl 30 m od Norworthova skutečného náhrobku instalován pomník z černé žuly vysoký 90 cm, který zaplatili fanoušci a který upozorňuje na jeho přínos baseballové historii.